# Djanglamé
Djanglamé är en ort i Benin. Den ligger i den södra delen av landet, 90 km väster om huvudstaden Porto-Novo. Djanglamé ligger 5 meter över havet och antalet invånare är 4 852.
Terrängen runt Djanglamé är platt. Närmaste större samhälle är Comé, 7,5 km öster om Djanglamé.
Omgivningarna runt Djanglamé är en mosaik av jordbruksmark och naturlig växtlighet. Runt Djanglamé är det ganska tätbefolkat, med 248 invånare per kvadratkilometer.